# Phaonia yei
Phaonia yei är en tvåvingeart som beskrevs av Feng 1995. Phaonia yei ingår i släktet Phaonia och familjen husflugor.
Artens utbredningsområde är Sichuan (Kina). Inga underarter finns listade i Catalogue of Life.